# Skepparkläpparna
Skepparkläpparna är tre skär i Åland (Finland). Det ligger i Skärgårdshavet och i kommunen Kökar i landskapet Åland, i den sydvästra delen av landet. Ön ligger omkring 71 kilometer sydöst om Mariehamn och omkring 220 kilometer väster om Helsingfors.
Öns area är 0,6 hektar och dess största längd är 110 meter i öst-västlig riktning. Trakten är glest befolkad. Närmaste större samhälle är Kökar, 16,3 km nordväst om Skepparkläpparna.